# Cœurs farouches
Cœurs farouches is een Franse dramafilm uit 1924 onder regie van Julien Duvivier.

## Verhaal
Vier broers uit een bergdorpje worden verliefd op dezelfde vrouw. Een van hen wil haar vermoorden.

## Rolverdeling
| Acteur          | Personage |
| --------------- | --------- |
| Desdemona Mazza | Marthe    |
| Gaston Jacquet  | Jean-Loup |
| Rolla Norman    | Landry    |
| Jean Lorette    | Vincent   |
| Cauvin-Vassal   | Simon     |